# Perczel Dénes (tábornok)
Bonyhádi Perczel Dénes Pál Sándor Gábor (Bonyhád, 1853. szeptember 25. – Debrecen, 1933. december 25.), tábornok, a Ferenc József-rend lovagja.

## Élete
Az előkelő nemesi származású bonyhádi Perczel család sarja. Apja bonyhádi dr. Perczel Béla (1819–1888), Magyarország igazságügy-minisztere, jogász, a Kúria elnöke, szabadelvű párti politikus, anyja boronkai és nezettei Boronkay Elvira (1827–1894). Az apai nagyszülei bonyhádi Perczel Sándor (1778–1861), nemesi felkelők gyalog századosa, földbirtokos, és kajdacsi Kajdacsy Erzsébet (1782–1836) voltak. Az anyai nagyszülei boronkai és nezettei Boronkay Miklós (1782–1861), földbirtokos és jeszenicei Jankovich Apollónia (1783–1835) voltak. Az apai nagybátyjai: bonyhádi lovag Perczel Mór (1811–1899) 1848–49-es honvédtábornok, és bonyhádi Perczel Miklós (1812–1904), politikus, az 1848–49. évi szabadságharcban honvédezredes, az amerikai polgárháborúban az északi hadsereg ezredese. Perczel Dénes fivére bonyhádi Perczel Dezső (1848–1913),  Magyarország belügyminisztere, szabadelvű párti politikus.
Alap tanulmányai befejezése után eredetileg a kereskedelmi tengerészetnek volt a tisztje, és csak szülei kívánságára lépett a katonai pályára. A 10-ik császári és királyi huszárezred tisztjeként kezdte szolgálatát, majd az 1880-as években átlépett a méneskárhoz. Több mint 40 évig szolgált mint a debreceni méntelep parancsnoka. A méneskarban Kozma Ferenc nyomdokain fejlesztette az ország lótenyésztését. A magyar lovasság megszervezése körül voltak kiváló érdemei, ő vezette be az arab lovakat a huszársághoz. A világháborúban Pflantzer-Baltin hadseregparancsnok trénjét vezette.
1911. májusán a menéskarnál szolgáló Perczel Dénes őrnagyot az uralkodó alezredessé nevezte ki. 1914. májusán Perczel Dénes alezredest ezredessé léptették elő. 1915. szeptemberében a király elrendelte, hogy bonyhádi Perczel Dénes m. kir. menyeskari ezredesnek a 2. hadtápparancsnokságnál az ellenséggel szemben kitűnő szolgálataik elismeréséül a legfelső királyi elismerés tudtul adassák.

## Házassága és leszármazottjai
1882. augusztus 27-én Németpalánkán, feleségül vette a római katolikus nemesi származású remmingsheimi Hipp Flóra (Németpalánka, 1864. október 8. – Bonyhád, 1953. június 11.) kisasszonyt, akinek a szülei remmingsheimi Hipp Miklós (1823–1892), ügyvéd, és nemes Radány Mária (1838–1924) voltak. Az anyai nagyszülei idősebb nemes Radány Bertalan bajai gyógyszerész, és hodosi Karácsony Julianna (1813–1899) voltak. Az anyai nagyanyai dédszülei hodosi Karácsony Lázár (1765–1830), földbirtokos és Császár Éva (1773–1852) voltak. Perczel Dénesné Hipp Flórának a leánytestvére remmingsheimi Hipp Ilona (1863–1945), akinek a férje kislégi Nagy Kálmán (1854–1891) jogász, újságíró; gyermekük Kislégi Nagy Dénes (1884–1984), filozófiai, társadalomtudományi, közgazdasági, statisztikai szakíró. Perczel Dénes és Hipp Flóra frigyéből született:
- Perczel Miklós (Budapest, 1882. december 6. – Debrecen, 1969. május 29.), debreceni fényképész, filmoperatőr. Neje: Barna Margit (Debrecen, 1904. május 31. – Debrecen, 1965. április 2.).
- Perczel Etelka (Németpalánka, 1885. július 22. – Bonyhád, 1950. szeptember 18.). Férje: dr. bonyhádi Perczel Béla  (Szekszárd, 1884. július 23. – Győr, 1945. április 7.), Tolna vármegye főispánja, bonyhádi kerület országgyűlési képviselője, jogász.
- Perczel Dénes (Mezőhegyes, 1888. február 12. – Budapest, 1975. június 3.), huszárezredes. Neje: kölcsei Kölcsey Gabriella (Szatmárcseke, 1895. október 24. – Dunakeszi, 1955. augusztus 18.)
- Perczel Aladár (Kiskundorozsma, 1890. december 29. – 1976. június 3.), huszáralezredes. neje: bori Horváth Margit.